# Атлатъл
Атлатъл или копиехвъргачка е приспособление за хвърляне на метателни копия (дротици), което значително увеличава силата и дължината на полета на хвърленото копие. Наименованието атлатъл идва от езика нахуатъл, който е говорен от народа Нахуа.
Копиехвъргачката позволява да се изстрелват леки копия. С нейна помощ те могат да развият скорост около 100 км/ч. Съществуват множество варианти на конструкцията на атлатъла, но най-често той се състои от тяло със специален канал, върху което ляга края на дръжката на копието и кука в задния край, с помощта на която то се изстрелва. Различните типове атлатъл могат да бъдат с гнезда за пръстите или без такива. Дължината му варира от 40 до 80 см.
В Северна Америка атлатълът е бил широко използван от ловците, носители на културите Кловис и Фолсъм, преди 8-10 хиляди години. С това оръжие те ловували успешно представителите на съществуващата тогава мегафауна – мамути, мастодонти, дългорог бизон, гигантски ленивеци и други. В повечето области на Америка атлатълът е изместен постепенно от лъка и стрелите преди 3-4 хиляди години. Като ловно и бойно оръжие той се запазва най-дълго сред племената Пуебло в Северна Америка и при народите от Мезоамерика. Ацтеките, от чийто език е заимствано името на това оръжие. Те го използват до епохата на испанското завоевание.
В по-късно време, практически до наши дни, атлатълът се използва единствено от австралийските аборигени, които го наричат вумера.